# Санний патруль Сіріус

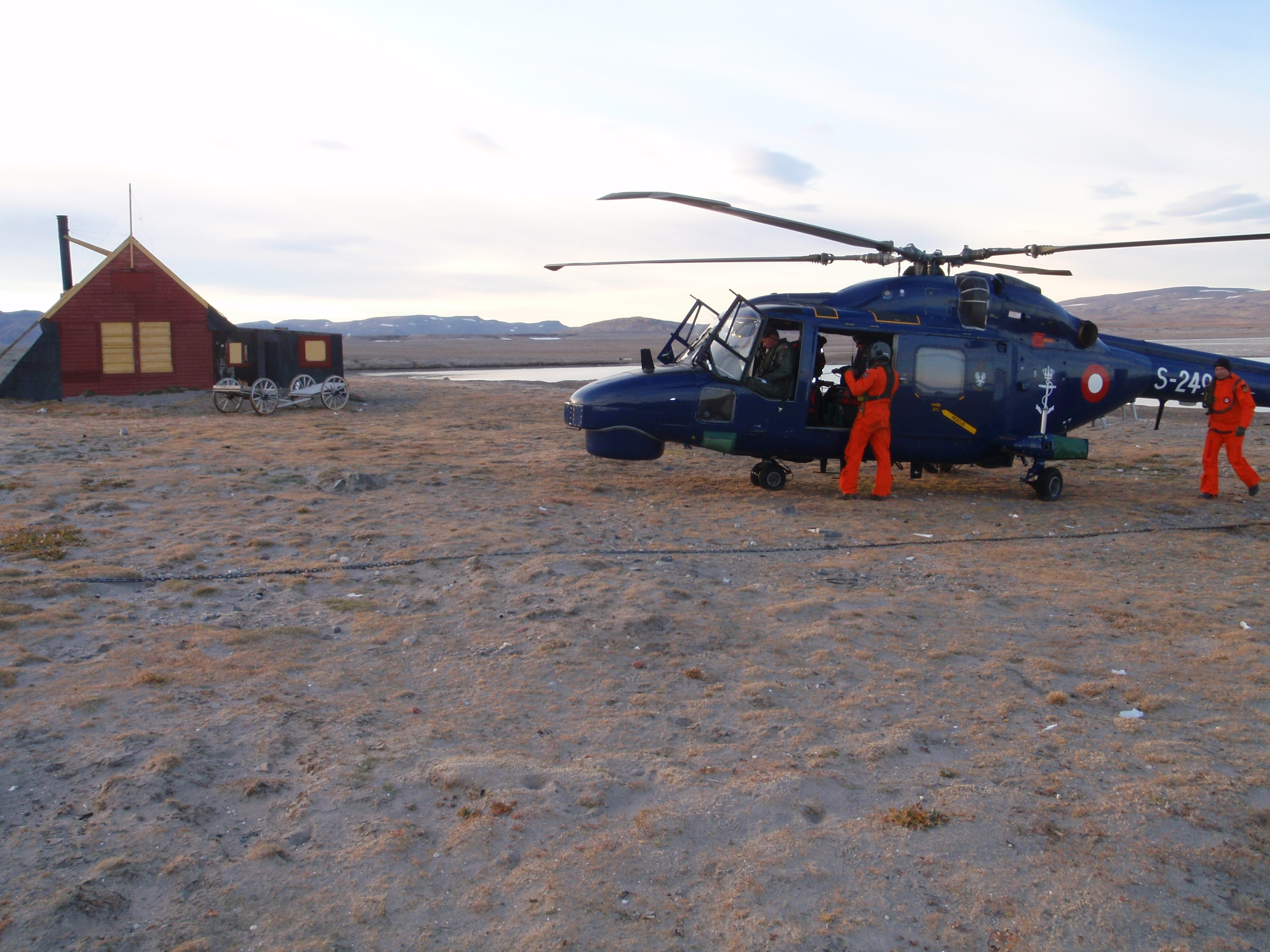
База у Данесборг у 2008 році

Санний патруль Сіріус (дан. Slædepatruljen Sirius) — це спеціальний військовий підрозділ для присутності Данії у безлюдному національному парку Гренландії, який охоплює всю Північно-Східну Гренландію. «Сіріус» — єдиний в світі військовий підрозділ, що має їздових собак.
Патруль — це невеликий данський військовий спецпідрозділ, підпорядкований Арктичному командуванню, який патрулює на собачих упряжках північний схід Гренландії. Мета полягає в тому, щоб забезпечити суверенітет Данії та контролювати безлюдне узбережжя довжиною 16 000 км. Патруль складається з 14 чоловік і прибл. 69 собак. Патрулювання зазвичай здійснюється групою з двох людей і 14 собаками, триває до шести місяців, часто протягом цього часу у патрульних відсутні контакти з іншими людьми. Середній денний марш складає приблизно 30 км, але це дуже сильно залежать від погодних умов. В першу чергу патруль ночує в наметах, але для використання Сіріус існує 65 будинків.

## Історія
У 1933 році міжнародний суд Ліги Націй у дансько-норвезькому спорі виніс рішення про те, що для того, щоб вона залишалася данською, Данії потрібно довести свій суверенітет. Спочатку ця присутність була у вигляді двох фіксованих поліцейських пунктів.
Підрозділ санного патруля, вперше відомий як Північно-східний санний патруль Гренландії, був задіяний влітку 1941 року під час Другої світової війни для проведення розвідувальних патрулів на далекі відстані уздовж північно-східного узбережжя Гренландії, тим самим запобігаючи присутності Німеччини. Її штаб-квартира знаходилася в Ескімонах, яка до цього була науковою станцією. У той час, німці створили ряд таємних метеорологічних станцій на східному узбережжі острова, щоб отримувати важливу метеорологічну інформацію, для підтримки підводних човнів U-Boot та для прогнозування погоди у Європі. Таким чином, викриття цих станцій патрулем ускладнювало проведення Німеччинною бойових операцій, зі значними наслідками як для битви на Атлантиці, так і для повітряних і сухопутних боїв у Європі, незважаючи на величезну відстань між Гренландією і головним театром бойових дій.
Патруль Сіріус співпрацював з рибальською компанією «Нанок Східна Гренландія», іншою організацією, що діє у цьому віддаленому районі, де було побудовано ряд мисливських будинків у безлюдних просторах північно-східної Гренландії.
Патруль знайшов німецьку метеостанцію Holzauge в затоці Ганза на північно-східному узбережжі острова Сабіне, завдяки цьому метеостанція згодом була знищена бомбардувальниками ВПС США (USAAF) з Ісландії. Під час війни підрозділ втратив одну людину у бою. Дві інші були захоплені у полон німецькими військовими, але змогли втекти і повернулися в підрозділ.
У 2008 році Національний банк Данії випустив пам'ятну монету патруль Сиріус на 10 DKK .

## Завдання

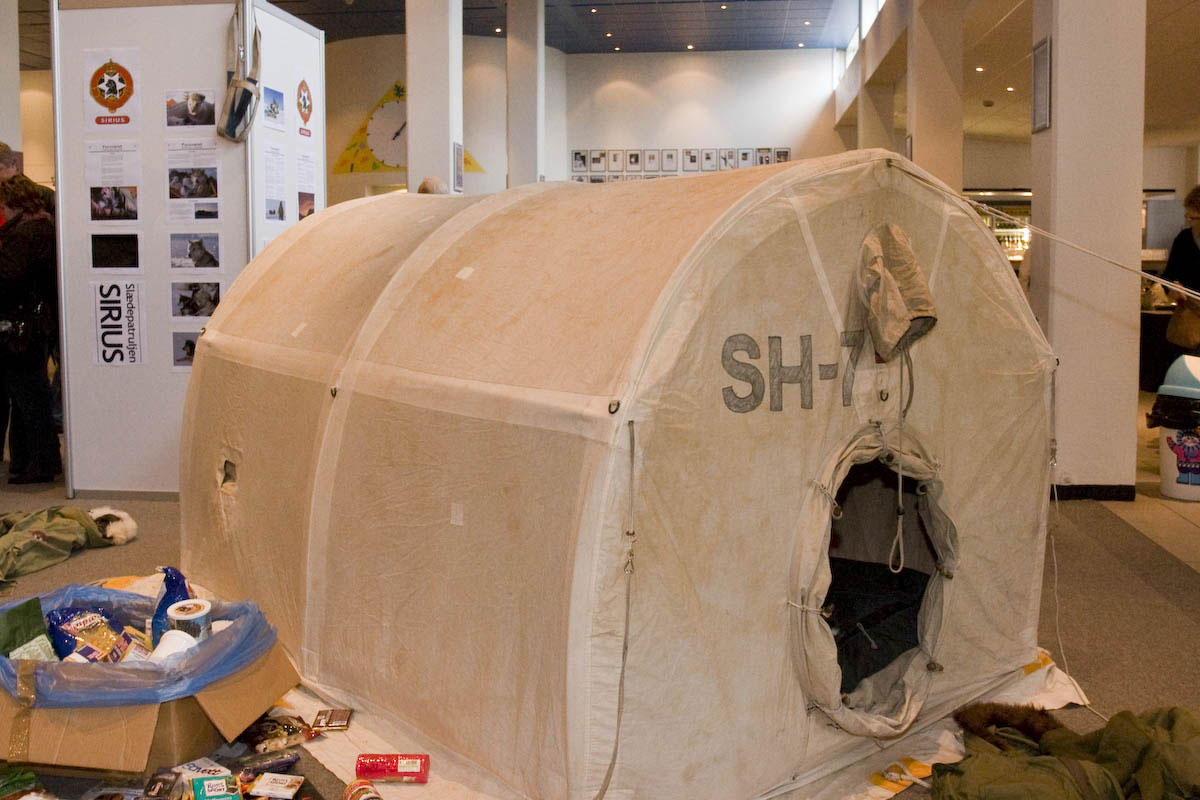
Палатка підрозділу

- Збереження данського суверенітету у Північній і Північно-Східній Гренландії;
- Поліцейські органи влади Північно-східного національного парку Гренландії, який є найбільшим у світі;
- Здійснення військового нагляду за 160 000 квадратними кілометрами на санях.[3]

Щороку на обхід території відправляється шість пар військовослужбовців на упряжках з 11-15 їздовими собаками. Кожна група везе близько 300—350 кг вантажу (в залежності від дистанції до складу). Територія патрулювання включає північну і північно-східну частину Гренландії, від фіорд та льодовика Петерманна (81°04′ пн. ш. 61°40′ зх. д. / 81.067° пн. ш. 61.667° зх. д.) до Кап-Біот (дат. Kap Biot) на північ від фьорда Флемінга (71°53′ пн. ш. 22°33′ зх. д. / 71.883° пн. ш. 22.550° зх. д.). По прямій відстань між цими точками становить близько 2100 км, але шлях по береговій лінії набагато довше, приблизно 16 000 км.
Патрулювання на санях ділиться на два періоди. Залежно від того, коли лід стає достатньо твердим, осінні патрулі починаються приблизно у листопаді і тривають до кінця грудня. Полярна ніч починається з початку листопада, погода погіршується, шторми посилюються. Близько кінця січня, коли погода стабілізується, і сонце починає з'являтися, починаються довші подорожі і тривають до червня, коли лід починає розриватися і дрейфувати на південь. Протягом цього періоду шість санних команд охоплюють патрулем більшу частину берегової лінії.
Патруль виконує також цінні з наукової точки зору спостереження : наприклад, вони збирають дані за тривалістю льодового періоду в Данеборге з 1951 року.

## Набір і навчання
Кандидати на патруль Сіріус повинні відслужити у армії, а потім пройти психологічні тести та піврічне навчання. Набір триває з червня по серпень кожний рік. У патруль приймають чоловіків та жінок віком від 20 до 30 років, але до тепер заяв від жінок не надходило. Відібрані кандидати повинні пройти шести місячне навчання, яке складається з:
- Курс виживання в Гренландії (п'ять тижнів)
- Курс стрільби
- Курси підривника
- Курс ремонту і механіки
- Курс розвідки
- Пожежний курс
- Курс радіо і зв'язку
- Курс першої допомоги
- Розширений курс першої допомоги
- Швейні курси
- Курс логістики

Курси проходять з грудня до кінця травня. Остаточна група, що складається з дванадцяти чоловіків, обирається лише через два-три тижні, перш ніж вони відправляються в Гренландію у патрулювання на 26 місяців.

## Зброя та екіпірування

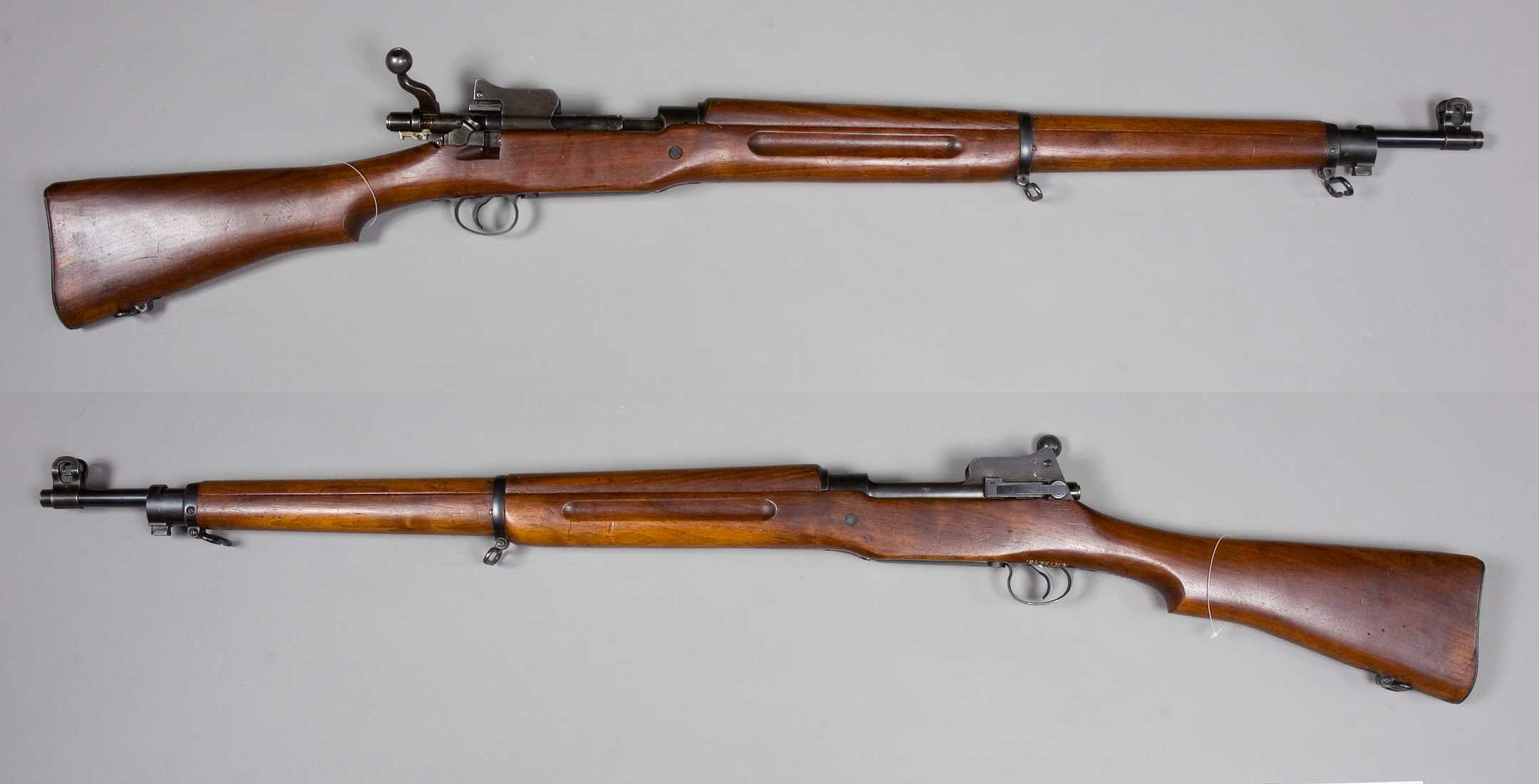
M1917 Enfield

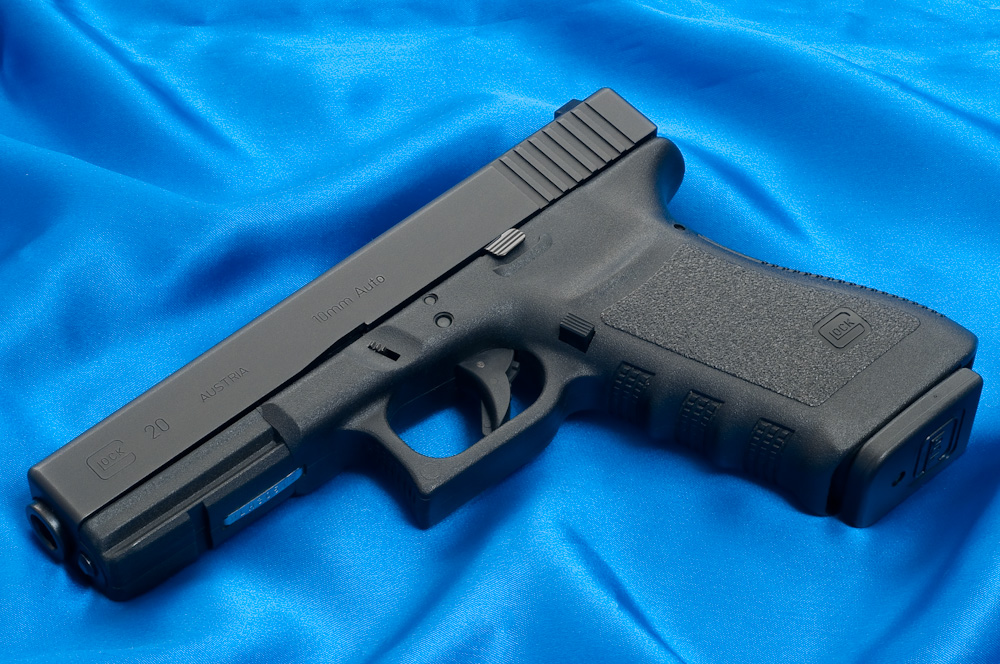
Glock 20

Через особливості операцій патруля Сіріуса потрібен широкий спектр унікального обладнання, яке зазвичай не використовується збройними силами Данії.
У складних природних умовах можливе використання лише специфічної зброї. Серед обладнання, яке використовує патруль Сіріус, є болтова гвинтівка M1917 Enfield під патрон .30-06 Спрингфілд, відома в данській армії як Gevær M / 53 (17), інша зброя працює нестабільно у важких природних умовах, та пістолет Glock 20 під патрон 10 мм Auto.
Підрозділ раніше використовував пістолети SIG P210, під патрон 9 × 19 мм Parabellum, але він виявився неефективним для захисту від полярних ведмедів.

## Цікаві факти

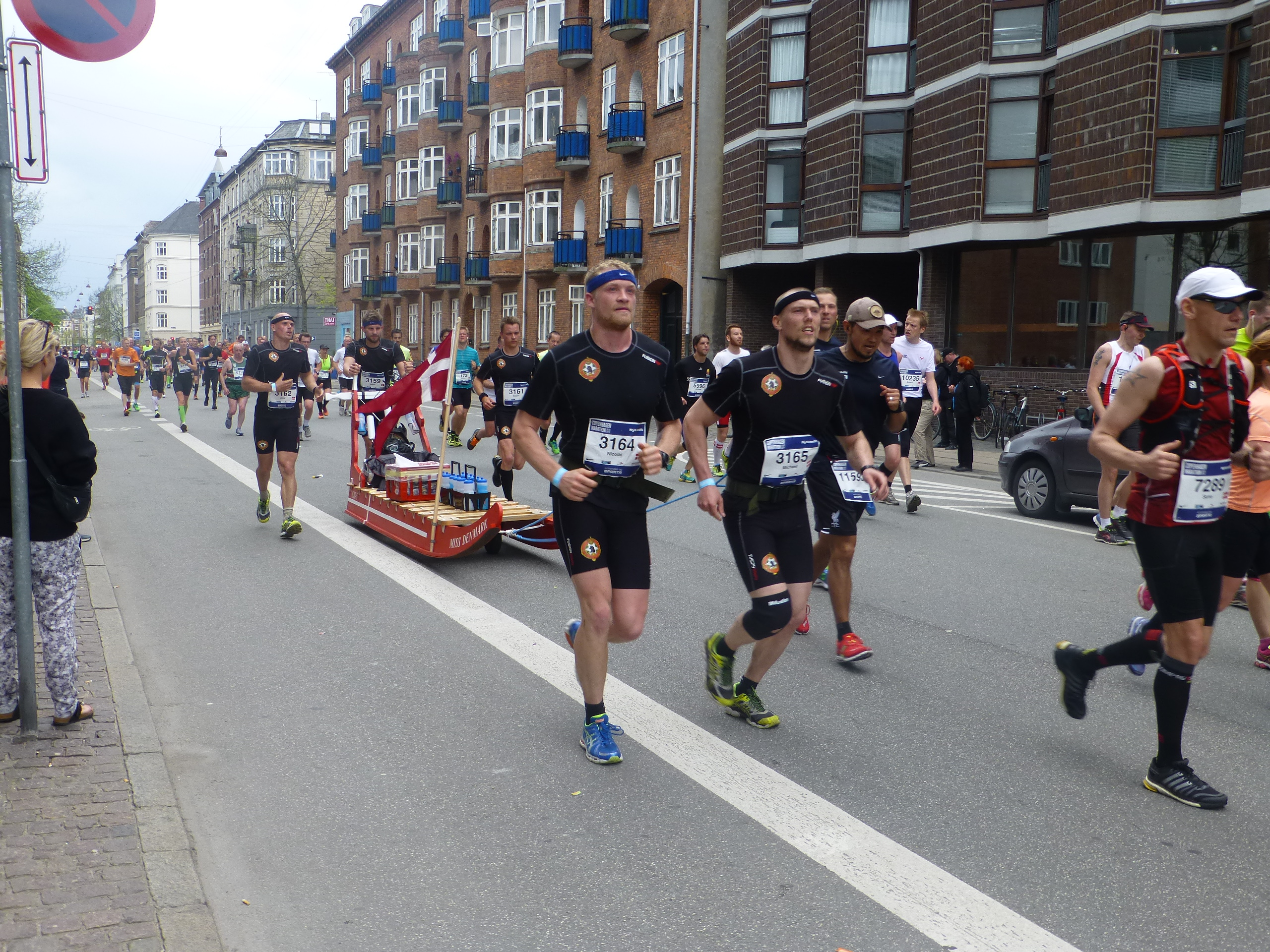
Члени підрозділу беруть щорічну участь у марафоні у Копенгагені

- Середня заробітна плата у підрозділі становить 22000 DKK pr. на місяць (після сплати податку);
- Загальна сума щорічних витрат на Сіріус та Mestersvig, включаючи оплату праці, транспорт (польоти, катери та подорожі), технічне обслуговування, обладнання, продукти харчування для людей, корм для собак, паливо та інше складає 15 000 000 DKK (приблизно 2 252 778$). Ця сума складає 93,75 DKK на Km2;
- Вся прісна вода, що споживається взимку, виробляється шляхом зворотного осмосу солоної води. Сіріус може отримувати до 3 тонн прісної води в день;
- У патрулі немає працівників з технічної підтримки. Все підтримується та ремонтується членами Сіріус;
- Влітку Національний парк відвідують близько 30 науково-дослідних експедицій. Кожна повинна отримати спеціальні дозволи від уряду Гренландії, а Сіріус контролює їх;
- На додаток до 12 чоловіків, що перебувають у Данеборзі, підрозділ має двох колишніх членів патруля, розташованих у колишньому гірничо-рудному аеропорті в Местерсвігу (260 км на південь від Данеборга). Ці 2 чоловіки є частиною служби нагляду та радіозв'язку Сіріус, а також утримують злітно-посадкову смугу в аеропорту та 10 великих будівель.[3]
- Патруль «Сіріус», використовує станцію Норд для підтримки патрулів у північно-східній Гренландії.